# 日本ミャンマー協会
日本ミャンマー協会（にほんミャンマーきょうかい）は、日本とミャンマーの民間交流を目的として、2012年に設立された一般社団法人である。

## 歴史

### 背景
工藤年博は、日本の政界には「ビルメロ」（ビルマを好きでメロメロになっている人）とよばれる人が一定数存在し、その背景には両国の歴史と人的つながりを背景とする「特別な関係」があったと論じている。1962年から1988年までビルマに独裁政権を敷いたネウィンは太平洋戦争中に日本軍のもとで訓練をうけた、いわゆる「30人の志士」のひとりであり、閣僚のほとんどは日本語を話すことができた。ネウィン政権下ビルマにおいて、ネウィンと定期的に接触していたのは日本の外交団だけであり、日本は同政権下のビルマに多額の援助をおこなった。ビルマ・ロビーとして働いた政治家には岸信介・安倍晋太郎・渡辺美智雄・山口淑子などがいた。
日本ミャンマー協会（以下、JMA）の会長をつとめた渡邉秀央は、中曽根康弘内閣で官房副長官・郵政相をつとめた元衆議院議員である。中曽根政権時代に日本とミャンマーの関係強化の役割を託され、1990年から定期的にミャンマーを訪問していた。日本の対ミャンマー援助は1988年の国家法秩序回復評議会による軍事クーデター後に事実上凍結されていたが、2011年の民政移管後には援助が再開されることとなった。渡邉は仙谷由人とともに当時の野田佳彦政権にはたらきかけ、同国のODA延滞債務の実質的な帳消しを実現した。野田政権の次に政権についたのは安倍晋太郎の息子である安倍晋三であり、日本の対ミャンマー援助は事実上与野党の協力のもと進んだ。

### 発足
JMAは、既存の組織であるミャンマー総合研究所と日本ミャンマー友好交流協会が母体となり、両者を発展解消させるかたちで成立した。登記は2011年12月19日におこなわれ、翌年2012年3月16日には協会発足記念パーティが開かれた。中曽根康弘が名誉会長、麻生太郎が最高顧問をつとめ、会長には渡邉秀央が就任した。『東京新聞』の北川成史は、「民政移管後、政官財一体のミャンマー進出体制の象徴が協会だった」と論じる。『東洋経済』は、加盟企業の弁として、「協会が主催するミャンマーの要人との懇親会やセミナーを通じて、現地とのコネクション強化や情報収集が可能だった」ことをJMA加盟のメリットとして挙げている。2020年7月時点で、JMAの会員数は正会員130社、賛助会員10社の計140社であった。
JMAは日本による対ミャンマー援助に参与した。たとえば2013年3月12日に内閣官房長官のもと開かれた、ミャンマー援助を議題とする「経協インフラ戦略会議」会議には、日本財団とともに民間団体として参加した。日本とミャンマーの合弁事業であるティラワ経済特区開発にも参与し、2012年10月21日には開発予定地の現地視察・説明会を日本貿易振興機構と共催した。11月30日には、同会理事の仙谷由人が経済特区のテープカットをおこなった。また、協会は2016年から2019年にかけて、ミャンマー政府からの委託としてミャンマー人技能実習生を受け入れる監理団体の事前審査を担っていた。なお、『東京新聞』によると、この業務は他国政府には存在しない独占的業務であったという。

### クーデター後
2021年ミャンマークーデターを通じて、ミンアウンフライン国軍総司令官が政権を奪取すると、渡邉は国軍よりの姿勢をとった。6月の定時社員総会では、クーデターにより打倒された前アウンサンスーチー政権は不正選挙をおこなっており、ミンアウンフラインの政権奪取に関しても合憲であるとする方針案が採択された。8月の『朝日新聞』によるインタビューにおいても渡邉は、ミンアウンフラインの行動はクーデターではないと論じた。2021年以降、JMAの会員数は減少していったが、『東洋経済』の岡田広行は、この背景にはミャンマーの政情不安だけでなく、渡邉の国軍寄りの態度も影響しているのではないかと論じている。2023年2月20日には、ミャンマー軍事政権により、麻生太郎・渡邉秀央の両人に名誉称号と勲章が授与された。